# Distance Inbetween
Distance Inbetween è l'ottavo album in studio del gruppo musicale indie rock inglese The Coral, pubblicato il 4 marzo 2016.

## Tracce
Edizione standard
1. Connector – 4:13
2. White Bird – 3:30
3. Chasing the Tail of a Dream – 3:44
4. Distance Inbetween – 4:19
5. Million Eyes – 5:35
6. Miss Fortune – 3:32
7. Beyond the Sun – 4:00
8. It's You – 3:28
9. Holy Revelation – 3:10
10. She Runs the River – 3:16
11. Fear Machine – 4:00
12. End Credits – 1:51